# Vela ai Giochi della XXX Olimpiade - Star
Le gare di vela della classe Star dei giochi olimpici di Londra 2012 si sono svolte dal 29 luglio al 5 agosto 2012 presso Weymouth e Isle of Portland.

## Le gare
La competizione consiste in una gara di tipo fleet racing. 10 gare costituiscono la prima fase. Il peggior risultato per ciascun equipaggio viene ignorato. Al termine delle prime dieci regate, i migliori dieci classificati si qualificano per la gara di medal race. I punteggi nella gara di medal race valgono doppio e vengono sommati ai punteggi ottenuti nelle dieci regate della prima fase.

## Programma
Tutti gli orari sono British Summer Time (UTC+1)
| Data                     | Ora   | Turno       |
| ------------------------ | ----- | ----------- |
| Domenica, 29 luglio 2012 | 13:00 | Gara 1 e 2  |
| Lunedì, 30 luglio 2012   | 13:00 | Gara 3 e 4  |
| Martedì, 31 luglio 2012  | 13:00 | Gara 5 e 6  |
| Giovedì, 2 agosto 2012   | 13:00 | Gara 7 e 8  |
| Venerdì, 3 agosto 2012   | 13:00 | Gara 9 e 10 |
| Domenica, 5 agosto 2012  | 13:00 | Medal Race  |

## Risultati
I punti sono assegnati in base alla posizione di arrivo nelle singole gare (1 per il primo, 2 per il secondo, ecc.). Il punteggio totale è la somma delle varie gare, e vince chi ha meno punti. Se un velista viene squalificato o non partecipa alla gara gli vengono assegnati 17 punti (essendoci 16 barche in gara).
Le abbreviazioni utilizzate sono le seguenti:
- OCS – On course side (partenza irregolare)
- DSQ – Squalificato
- DNF – Non termina la gara
- DNS – Non partito
- BFD – Black Flag Disqualification (regolamento 30.3)

| Posizione | Nome (il primo è lo skipper)                   | Gara | Gara | Gara | Gara | Gara | Gara   | Gara   | Gara | Gara   | Gara | Gara | Punti | Punti |
| Posizione | Nome (il primo è lo skipper)                   | 1    | 2    | 3    | 4    | 5    | 6      | 7      | 8    | 9      | 10   | M    | Tot   | Net   |
| --------- | ---------------------------------------------- | ---- | ---- | ---- | ---- | ---- | ------ | ------ | ---- | ------ | ---- | ---- | ----- | ----- |
|           | Fredrik Lööf e Max Salminen (SWE)              | 10   | 4    | 4    | 1    | 5    | 3      | 4      | 1    | 2      | 6    | 2    | 42    | 32    |
|           | Iain Percy e Andrew Simpson (GBR)              | 11   | 2    | 3    | 2    | 1    | 2      | 1      | 2    | 4      | 1    | 16   | 45    | 34    |
|           | Robert Scheidt e Bruno Prada (BRA)             | 4    | 1    | 9    | 6    | 2    | 1      | 3      | 5    | 1      | 3    | 14   | 49    | 40    |
| 4         | Eivind Melleby e Petter Morland Pedersen (NOR) | 7    | 5    | 2    | 4    | 16   | 11     | 8      | 4    | 7      | 5    | 10   | 79    | 63    |
| 5         | Hamish Pepper e Jim Turner (NZL)               | 15   | 7    | 1    | 13   | 6    | 5      | 9      | 8    | 8      | 9    | 4    | 85    | 70    |
| 6         | Robert Stanjek e Frithjof Kleen (GER)          | 6    | 9    | 8    | 7    | 4    | 6      | 17 BFD | 11   | 9      | 4    | 6    | 87    | 70    |
| 7         | Mark Mendelblatt e Brian Fatih (USA)           | 5    | 14   | 5    | 3    | 8    | 9      | 5      | 10   | 3      | 11   | 12   | 85    | 71    |
| 8         | Mateusz Kusznierewicz e Dominik Życki (POL)    | 9    | 3    | 12   | 10   | 3    | 4      | 2      | 9    | 13     | 2    | 18   | 85    | 72    |
| 9         | Xavier Rohart e Pierre-Alexis Ponsot (FRA)     | 1    | 13   | 10   | 11   | 12   | 14     | 11     | 6    | 6      | 8    | 8    | 100   | 86    |
| 10        | Peter O'Leary e David Burrows (IRL)            | 2    | 6    | 14   | 5    | 11   | 12     | 17 DSQ | 7    | 11     | 7    | 20   | 112   | 95    |
| 11        | Michael Hestbaek e Claus Olesen (DEN)          | 12   | 11   | 13   | 14   | 13   | 7      | 6      | 3    | 14     | 10   | EL   | 103   | 89    |
| 12        | Richard Clarke e Tyler Bjorn (CAN)             | 16   | 10   | 6    | 8    | 10   | 17 OCS | 13     | 12   | 5      | 13   | EL   | 110   | 93    |
| 13        | Flavio Marazzi e Enrico de Maria (SUI)         | 13   | 8    | 11   | 9    | 15   | 8      | 11     | 13   | 15     | 16   | EL   | 118   | 102   |
| 14        | Aimilios Papathanasiou e Adonis Tsotras (GRE)  | 3    | 16   | 7    | 12   | 7    | 15     | 17 BFD | 16   | 17 OCS | 12   | EL   | 123   | 106   |
| 15        | Afonso Domingos e Frederico Melo (POR)         | 14   | 15   | 15   | 16   | 9    | 10     | 7      | 14   | 10     | 14   | EL   | 124   | 108   |
| 16        | Marin Lovrović e Dan Lovrović (CRO)            | 8    | 12   | 16   | 15   | 14   | 13     | 12     | 15   | 12     | 15   | EL   | 132   | 116   |